# Charlotte Brooksová
Charlotte Finkelstein Brooksová (nepřechýleně Brooks; 16. září 1918 Brooklyn – 15. března 2014) byla americká fotografka a fotožurnalistka. Od roku 1951 do roku 1971 byla fotografkou štábu časopisu Look a jedinou fotografkou štábu v historii časopisu.

## Životopis
Brooksová se narodila v Brooklynu a brzy se zajímala o fotografii. Ve svých 12 letech pracovala ve své temné komoře.
Vystudovala psychologii na Brooklyn College a na University of Minnesota. Po krátké době ve fotografické třídě Bernice Abbottové na Nové škole pro sociální výzkum studovala tanec na škole u Barbary Mettler. V roce 1942 začala Brooksová pomáhat Barbaře Morganové v jejím ateliéru v Scarsdale v New Yorku a velmi brzy zvolila fotografii za své povolání.
Inspirovaná Dorotheou Langeovuo začala pořizovat informativní fotografie sociálních reforem. V roce 1943 pracovala jako asistentka Gjona Miliho a dělala reklamní fotografie pro Life a Vogue. V roce 1945 pracovala na volné noze pro Standard Oil of New Jersey, ilustrovala příběhy života v domácnosti jako nesouhlas s válkou.
Spolupracoval také s Farm Security Administration, jedním z programů New Deal Franklina Delana Roosevelta. Fotografovala život během Velké hospodářské krize. Společnost FSA byla vytvořena v USA v roce 1935 a jejím úkolem bylo v krizi pomáhat proti americké venkovské chudobě. FSA podporovalo skupování okrajových pozemků, práci na velkých pozemcích s moderními stroji a kolektivizaci. Kromě Libsohna byli v sociologicko-dokumentárním programu této agentury zapojeni fotografové jako například Walker Evans, Dorothea Langeová, Roy Stryker, Arthur Rothstein, Gordon Parks nebo Ben Shahn.
Se vstupem USA do druhé světové války však nastala změna: projekt FSA dostal jiné jméno – Office of War Informations (OWI) – a také jiný program. Ve válce musela propaganda ukazovat, jak jsou Spojené státy silné a ne jaké mají potíže. V roce 1948, kdy FSA zanikla, byla dokonce snaha pořízené dokumenty zničit, aby nemohly být použity pro propagandu komunistickou.
V roce 1951 zahájila svou kariéru ve společnosti Look, nejprve pracovala na reklamních úkolech. Brooksová postupně pracovala na zpravodajských příbězích, počínaje kandidaturou Dwighta D. Eisenhowera na prezidenta v roce 1952. Mezi další úkoly patřily lékařské příběhy, vzdělávání a dokumentace různých amerických měst. Fotografovala také mnoho osobností, včetně Marilyn Monroe a Lucille Ball. Fotograf Ed Sullivan ji uvedl ze svého publika jako „nejlepší dívčí fotografku“. Brooksová pokračovala v práci pro časopis Look až do zániku časopisu v roce 1971.
Charlotte Brooksová zemřela 15. března 2014 ve svých 95 letech.

## Galerie

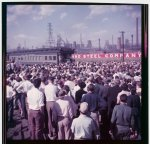
Eisenhower, 1938
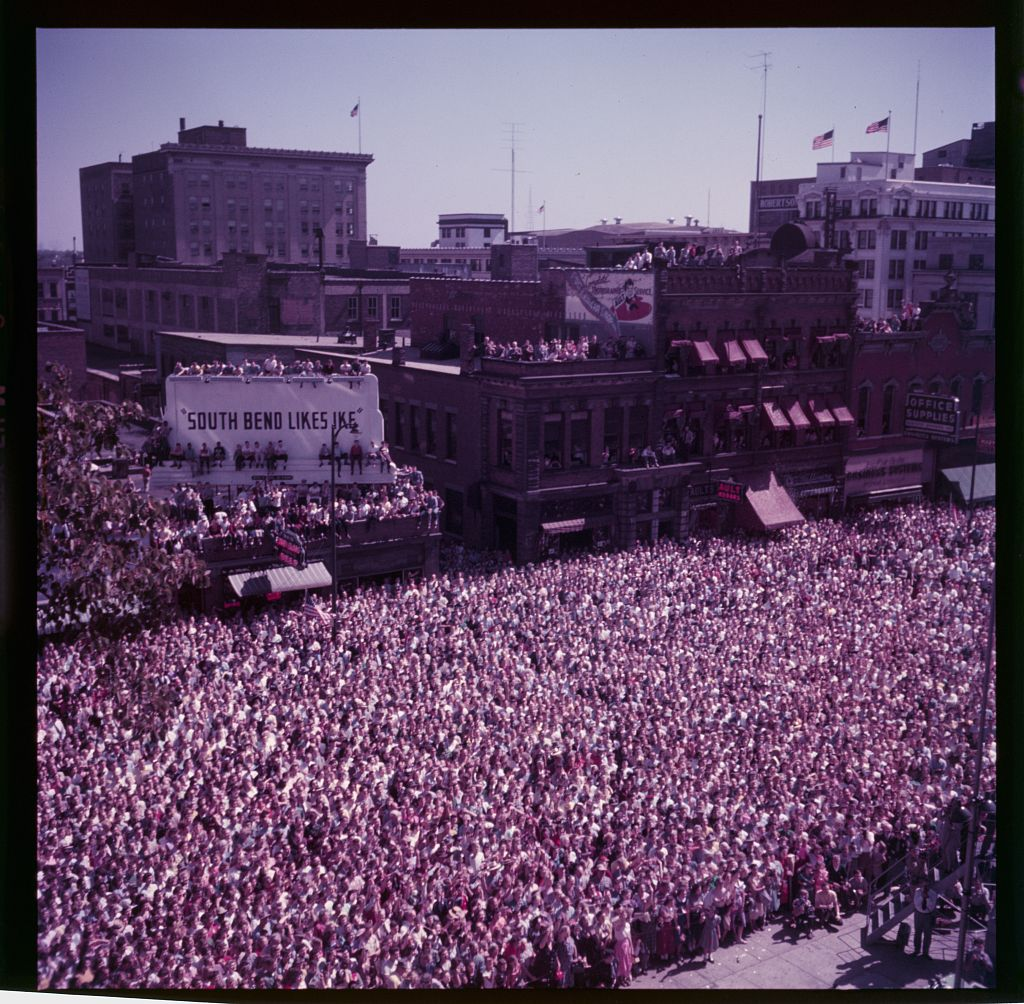
Proslov kandidáta na prezidenta Dwighta Eisenhowera, South Bend v Indianě
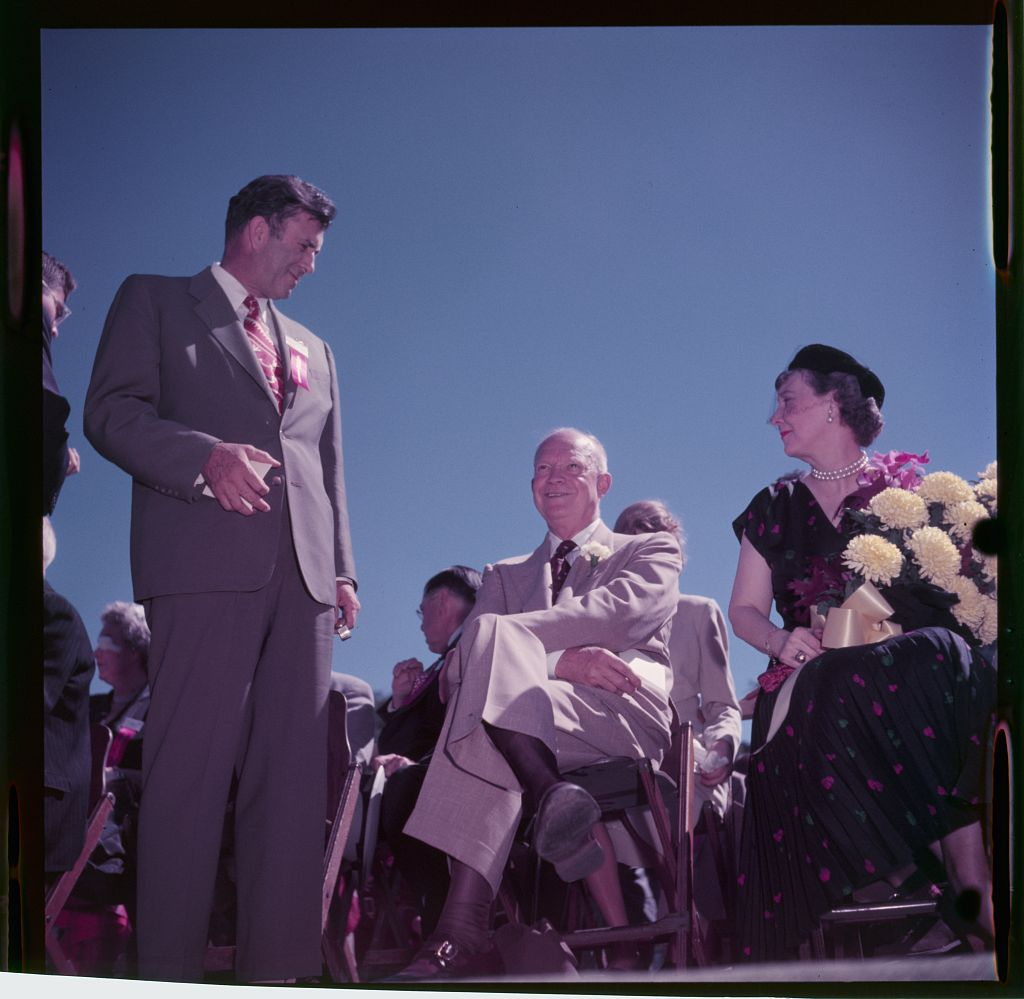
Prezidentský kandidát Dwight Eisenhower a jeho manželka, Mamie Eisenhower, během kampaně
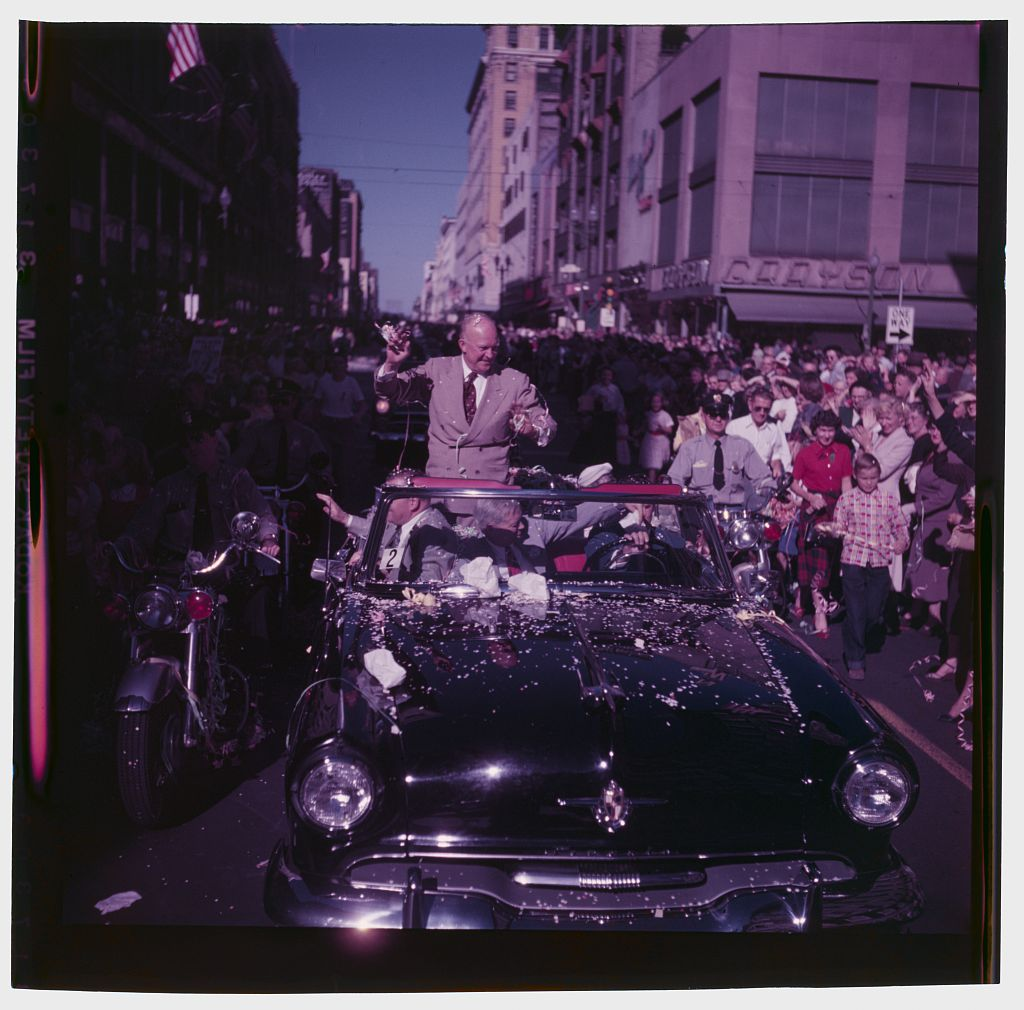
Prezidentský kandidát Dwight Eisenhower sedí na kabrioletu v průvodu procházejícím ulicí města
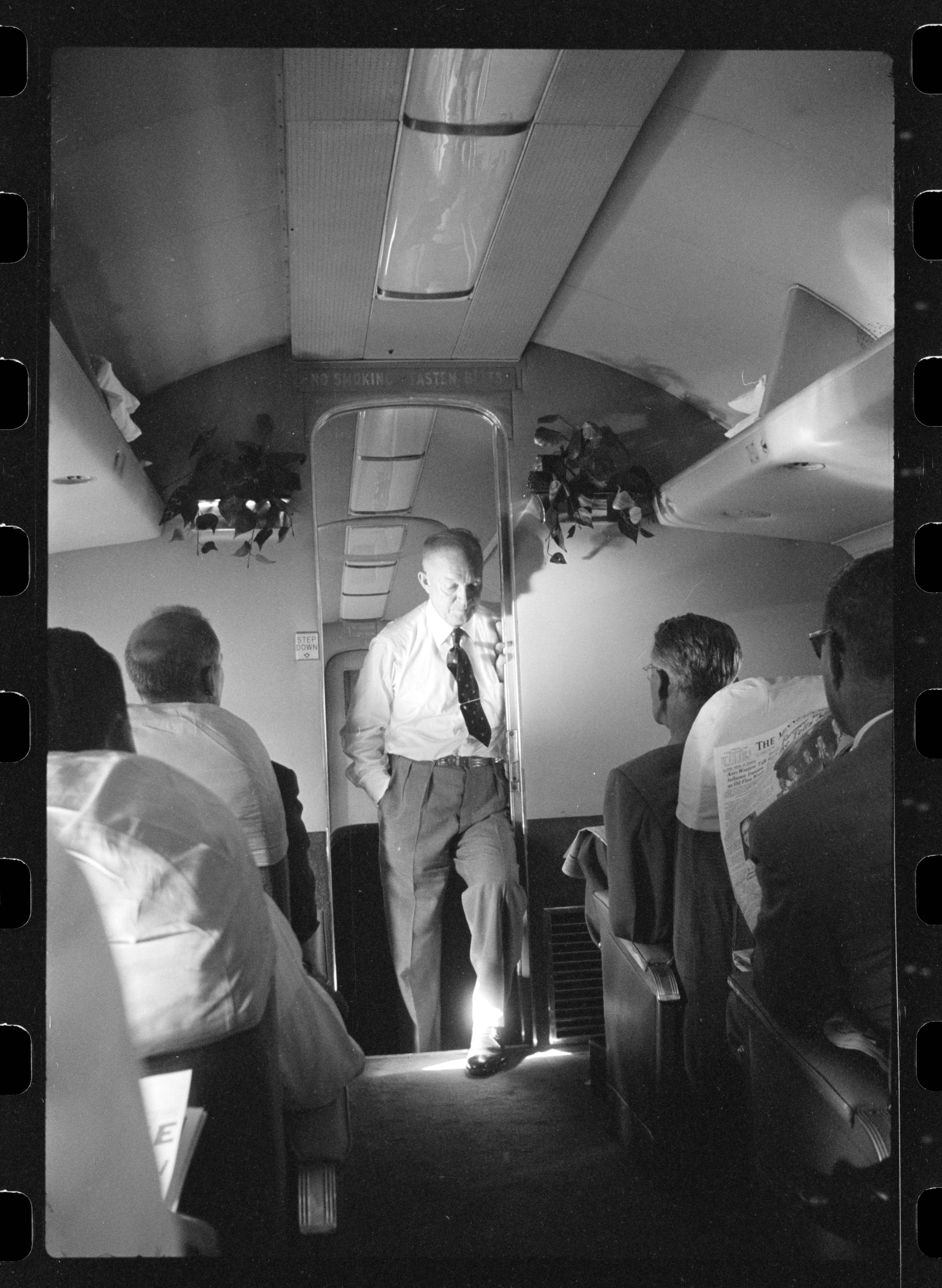
Republikánský prezidentský kandidát Dwight D. Eisenhower hovoří během kampaně s reportéry na palubě letadla